# Detre Zsolt
Detre Zsolt (Budapest, 1947. március 7. –) olimpiai bronzérmes vitorlázó, síelő.

## Életrajza
Édesapja Detre László csillagász, 1943-tól 1974-ig a svábhegyi obszervatórium igazgatója, akadémikus. Édesanyja Balázs Júlia, az első magyar csillagásznő.  A Vasas SC serdülő, majd ifi labdarúgójaként kezdte sportpályafutását. 1957-től 1974-ig a MAFC síelőjeként 1964-től 1966-ig négyszeres ifjúsági csapatbajnok, háromszoros egyéni ifi bajnok, a felnőtt válogatott tagja volt több éven keresztül, 1969-ben bronzérmet szerzett lesiklásban az országos felnőtt bajnokságon. Egyéves katonai szolgálata alatt megnyerte lesiklásban a Hadsereg Bajnokságot.
A vitorlázásversenyzést 1966-ban kezdte el a MAFC-ban. Első sikerük, ikertestvérével 1972-ben a Genfi-tavon harmadikok voltak a Svájci nemzetközi bajnokságon, és abban az évben nyerték első Magyar Bajnokságukat a Repülő Hollandi osztályban. 1973-tól a Budapesti Spartacus, majd 1989-től a Videoton vitorlázója volt. Ikertestvérével, Detre Szabolccsal versenyzett. Repülő hollandiban az 1980-as moszkvai olimpián (Tallinnban) bronzérmesek lettek, ezzel megszerezték a sportág első olimpiai érmét. Ezt követően az 1983-as Cagliari világbajnokságon a negyedikek lettek, 1986-ban Rio de Janeiróban a hetedik helyen végeztek, ahol futamgyőzelmük is volt. Az évek során osztrák, holland, lengyel, olasz és német bajnokok is voltak. Soling háromfős hajóosztályban is versenyetek 1985 évtől, amelyben ötször nyertek OB-t. Az 1993-as Portorose-i Európa-bajnokságon kilencedikek, 1996-ban Balatonfüreden az Eb-n hatodikok voltak. Áttérnek 1998-ban az Asso 99, hatszemélyes nagy-hajó osztályra, amellyel 1999-ben Kékszalag győztesek voltak. Abban az évben megjavították 3 óra 50 percre a Kenese-Keszthely gyorsasági rekordot. Az 1999-es Garda-tavi Európa-bajnokságon bronzérmesek, 2001-ben ugyanott másodikok, 2002-ben Balatonkenesén ötödikek voltak, majd 2002-ben, a Star kétszemélyes olimpiai osztályban testvérével OB-t nyertek. Jelenleg harminckétszeres magyar bajnoki cím birtokosa. Az 1980-as években testvérével öt alkalommal kapták meg az év vitorlázója címet.
1973-ban a Budapesti Műszaki Egyetemen szerzett épületgépész-mérnöki diplomát. 1973-tól az IPARTERV tervezőmérnöke volt. 1989-től a Hotel Korona építkezésében vett részt, majd annak üzemeltető műszaki vezetőjeként dolgozott. 1992-től a Detre Szabolccsal együtt alapították a Detre Mérnöki Irodát, amelynek azóta az egyik vezetője.
2019 évi Önkormányzati választáson a Fidesz színeiben, Páty község Önkormányzatának képviselőjévé választották.
1975-ben nősült, felesége  Németh Ingeborg; lányaik: Cintia (1977) és Nárcisz (1978) szintén versenyszerűen sportoltak mint sífutók, többszörös korosztályos magyar bajnokok.

## Díjai, elismerései
- Miniszteri elismerő oklevél (2017)[2]
- A Magyar Érdemrend lovagkeresztje (2022)